# 池田政能
池田 政能（いけだ まさよし）は、江戸時代中期の旗本。通称は源三郎。

## 略歴
坪内定次（池田友政の子）の子として誕生。池田政胤の養子となる。
明和3年（1766年）5月6日、遺領を継ぐ。明和5年（1768年）9月26日、書院番となった。

## 系譜
- 父：坪内定次
- 母：坪内定富娘
- 養父：池田政胤（1706-1766）
- 室：池田政胤養女 - 大岡忠恒の娘
- 生母不明の子女
  - 男子：池田政興
  - 女子：横山一義室
- 養子
  - 女子：児島正孝室 - 池田政永の娘、のち離縁
  - 女子：富田久諶室 - 池田政永の娘